# Стуй, Бартломей
Бартломей Павел Стуй (пол. Bartłomiej Paweł Stój; род. 15 мая 1996, Сталёва-Воля, Подкарпатское воеводство) — польский легкоатлет, специалист по метанию диска. Выступает за сборную Польши по лёгкой атлетике с 2013 года, чемпион Европы среди юниоров, победитель и призёр первенств национального значения, участник летних Олимпийских игр в Токио.

## Биография
Бартломей Стуй родился 15 мая 1996 года в городе Сталёва-Воля, Польша.
Впервые заявил о себе в лёгкой атлетике на международном уровне в сезоне 2013 года, когда вошёл в состав польской национальной сборной и выступил на юношеском мировом первенстве в Донецке, где в зачёте метания диска стал пятым.
В 2014 году в той же дисциплине состязался на юниорском мировом первенстве в Орегоне, но в финал не вышел.
В 2015 году на юниорском европейском первенстве в Эскильстуне с рекордом чемпионата 68,02 превзошёл всех соперников в метании диска (вес снаряда: 1,75 кг) и завоевал золотую медаль.
В 2016 году на домашних соревнованиях в Быдгоще установил свой личный рекорд в метании диска — 64,64 метра, немного не добрав до олимпийского квалификационного норматива (65,00). На чемпионате Европы в Амстердаме метнул диск на 61,30 метра и в финал не вышел.
В 2017 году отметился выступлением на домашнем молодёжном европейском первенстве в Быдгоще — здесь сумел преодолеть предварительный квалификационный этап, но в финале провалил все три свои попытки. Будучи студентом, представлял Польшу на Универсиаде в Тайбэе, где провалил все попытки уже на старте турнира.
В 2018 году выиграл бронзовую медаль на чемпионате Польше в Люблине (61,07).
В 2019 году одержал победу на чемпионате Польши в Радоме (64,33), стал шестым на Универсиаде в Неаполе (61,09), выступил на чемпионате мира в Дохе (61,79).
На чемпионате Польши 2020 года во Влоцлавеке с результатом 63,05 вновь превзошёл всех соотечественников и получил золото.
В 2021 году стал серебряным призёром на чемпионате Польши в Познани (62,33). Благодаря высоким позициям в мировом рейтинге удостоился права защищать честь страны на летних Олимпийских играх в Токио — на предварительном квалификационном этапе метания диска показал результат 62,84 метра, чего оказалось недостаточно для выхода в финал.